# Prémio Armand-Frappier

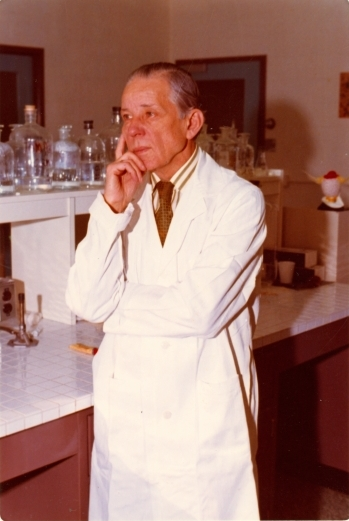
Armand Frappier, 1971

O Prémio Armand-Frappier (em francês:  Prix Armand-Frappier) é um galardão atribuído pelo Governo do Quebec e faz parte do Prix du Québec.
Este prémio criado em 1993, foi criado em homenagem a Armand Frappier (1904 - 1991) e distingue os investigadores que, ao longo da sua carreira tenham contribuído significativamente para o desenvolvimento de uma instituição de investigação ou que pelo seu trabalho tenham influenciado a população no interesse da ciência e tecnologia.

## Laureados[2]
- 1993 - Lionel Boulet
- 1994 - Maurice L'Abbé
- 1995 - Louis Berlinguet
- 1996 - Jacques Genest
- 1997 - Roger A. Blais
- 1998 - Samuel O. Freedman
- 2000 - Jean-Guy Paquet
- 2001 - Emil Skamene
- 2002 - Robert Lacroix
- 2003 - Charles E. Beaulieu
- 2004 - Camille Limoges
- 2005 - Francine Décary
- 2006 - Fernand Labrie
- 2007 - Yves Morin
- 2009 - Luc Vinet
- 2010 - Louis Fortier
- 2011 - Jean-Claude Tardif
- 2012 - Edwin Bourget
- 2013 - Michel L. Tremblay
- 2014 - Paul Lasko
- 2015 - Patrick Paultre
- 2016 - Denis Richard
- 2017 - Christophe Guy
- 2018 - Anne Bruneau
- 2019 - Réjean Hébert
- 2020 - Isabelle Peretz
- 2021 - Morag Park
- 2022 - Michel Chrétien
- 2023 - Maryse Lassonde
- 2024 - Sylvie Belleville